# 女の決闘 (短編集)
『女の決闘』（おんなのけっとう）は、太宰治の、短編小説集。
1940年（昭和15年）6月15日、河出書房より刊行された。装幀は猪子斗示夫。定価は1円50銭だった。
1992年（平成4年）6月19日、日本近代文学館より「名著初版本複刻太宰治文学館」シリーズの一冊として当時の体裁どおりに復刊された。
2014年（平成26年）12月19日、本書の電子書籍版がITmediaより発売された。

## 内容
|   | タイトル   | 初出                           | 備考                         |
| - | ---------- | ------------------------------ | ---------------------------- |
| 1 | 女の決闘   | 『月刊文章』1940年1月号～6月号 |                              |
| 2 | 駈込み訴え | 『中央公論』1940年2月号        |                              |
| 3 | 古典風     | 『知性』1940年6月号            |                              |
| 4 | 誰も知らぬ | 『若草』1940年4月号            | のちに『女性』に再録された。 |
| 5 | 春の盗賊   | 『文藝日本』1940年1月号        |                              |
| 6 | 走れメロス | 『新潮』1940年5月号            |                              |
| 7 | 善蔵を思う | 『文藝』1940年4月号            |                              |